# Baron Rokeby

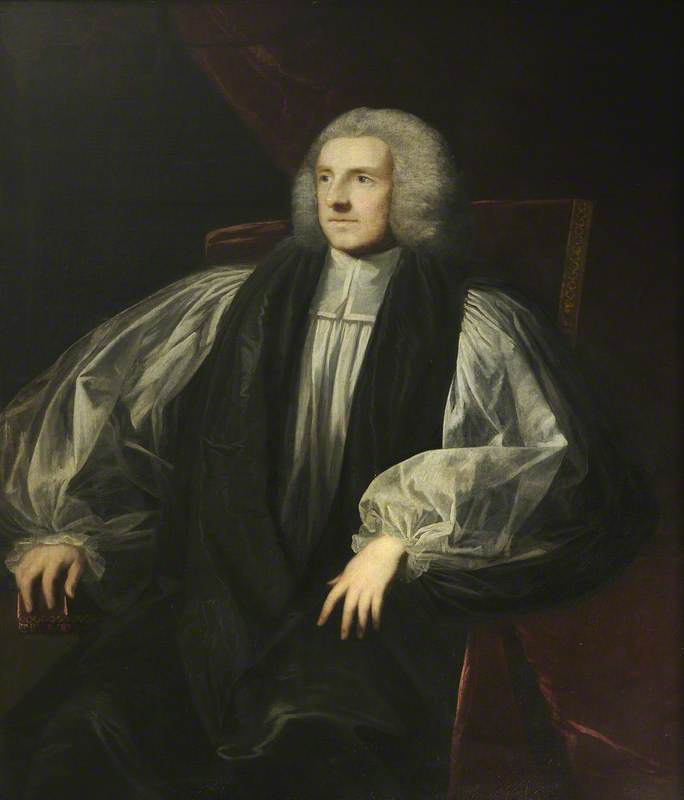
Richard Robinson, 1. Baron Rokeby

Baron Rokeby, of Armagh in the County of Armagh, war ein erblicher britischer Adelstitel in der Peerage of Ireland.

## Verleihung und Geschichte des Titels
Der Titel wurde am 26. Februar 1777 für The Most Rev. Dr. Richard Robinson, anglikanischer Lord-Erzbischof von Armagh und Lord Primas von ganz Irland geschaffen. Der Titel wurde mit dem besonderen Zusatz verliehen, dass der Titel in Ermangelung eigener männlicher Nachkommen auch an seine zwei Brüder Thomas und William sowie seinen Onkel zweiten Grades, Matthew Robinson, und jeweils deren männliche Nachkommen vererbbar sei.
1785 erbte der 1. Baron von seinem älteren Bruder William auch den fortan nachgeordneten Titel 3. Baronet, of Rokeby Park in the County of York, der am 2. März 1730 seinem ältesten Bruder Thomas († 1777) mit entsprechender Erbregelung in der Baronetage of Great Britain verliehen worden war.
Als der 1. Baron 1794 kinderlos starb, beerbte ihn der Sohn des oben genannten Matthew Robinson († 1778), Matthew Robinson-Morris als 2. Baron. Dessen Neffe, der spätere 4. Baron hatte 1776 als Erbe seines Onkels mütterlicherseits dessen Nachnamen Montagu angenommen. Die Titel erloschen beim Tod von dessen Enkel, dem 6. Baron, am 25. Mai 1883.

## Liste der Barone Rokeby (1777)
- Richard Robinson, 1. Baron Rokeby (1708–1794)
- Matthew Robinson-Morris, 2. Baron Rokeby (1713–1800)
- Morris Robinson, 3. Baron Rokeby (1757–1829)
- Matthew Montagu, 4. Baron Rokeby (1762–1831)
- Edward Montagu, 5. Baron Rokeby (1787–1847)
- Henry Montagu, 6. Baron Rokeby (1798–1883)